# امیل شرمن
امیل شرمن (انگلیسی: Emile Sherman؛ زادهٔ ۱ ژانویهٔ ۲۰۰۰) تهیه‌کننده اهل استرالیا است.
وی همچنین برندهٔ جوایزی همچون جایزه اسکار بهترین فیلم شده‌است.